# Moleta del Molló
La Moleta del Molló és una muntanya de 896 metres que es troba al municipi d'Arnes, a la comarca de la Terra Alta.